# Azzun
Azzun (Arabisch: عزّون ) is een Palestijnse stad op de Westelijke Jordaanoever. Het ligt zo'n 24 kilometer ten zuiden van Tulkarm en het maakt deel uit van het Qalqilya gouvernement.

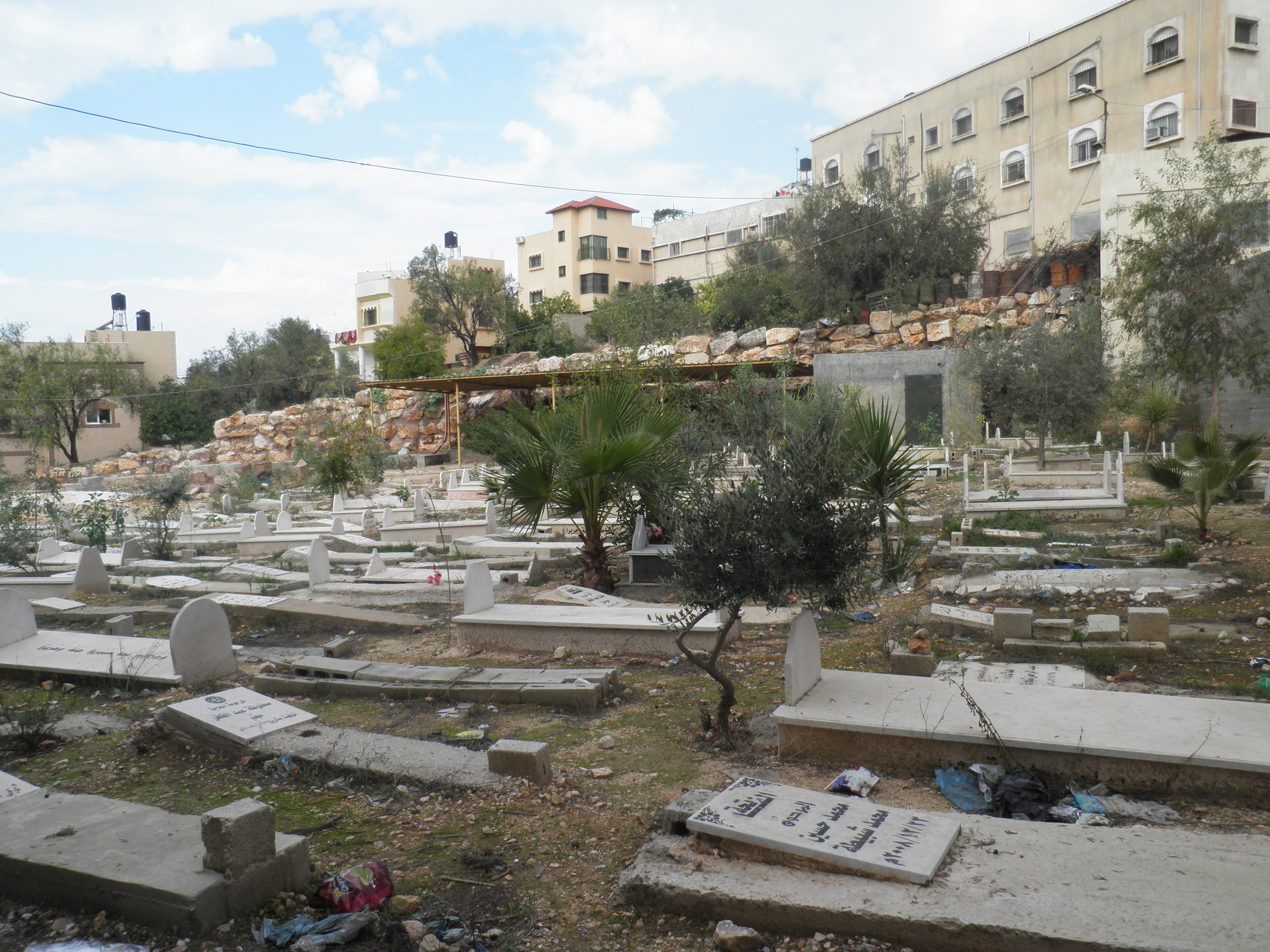
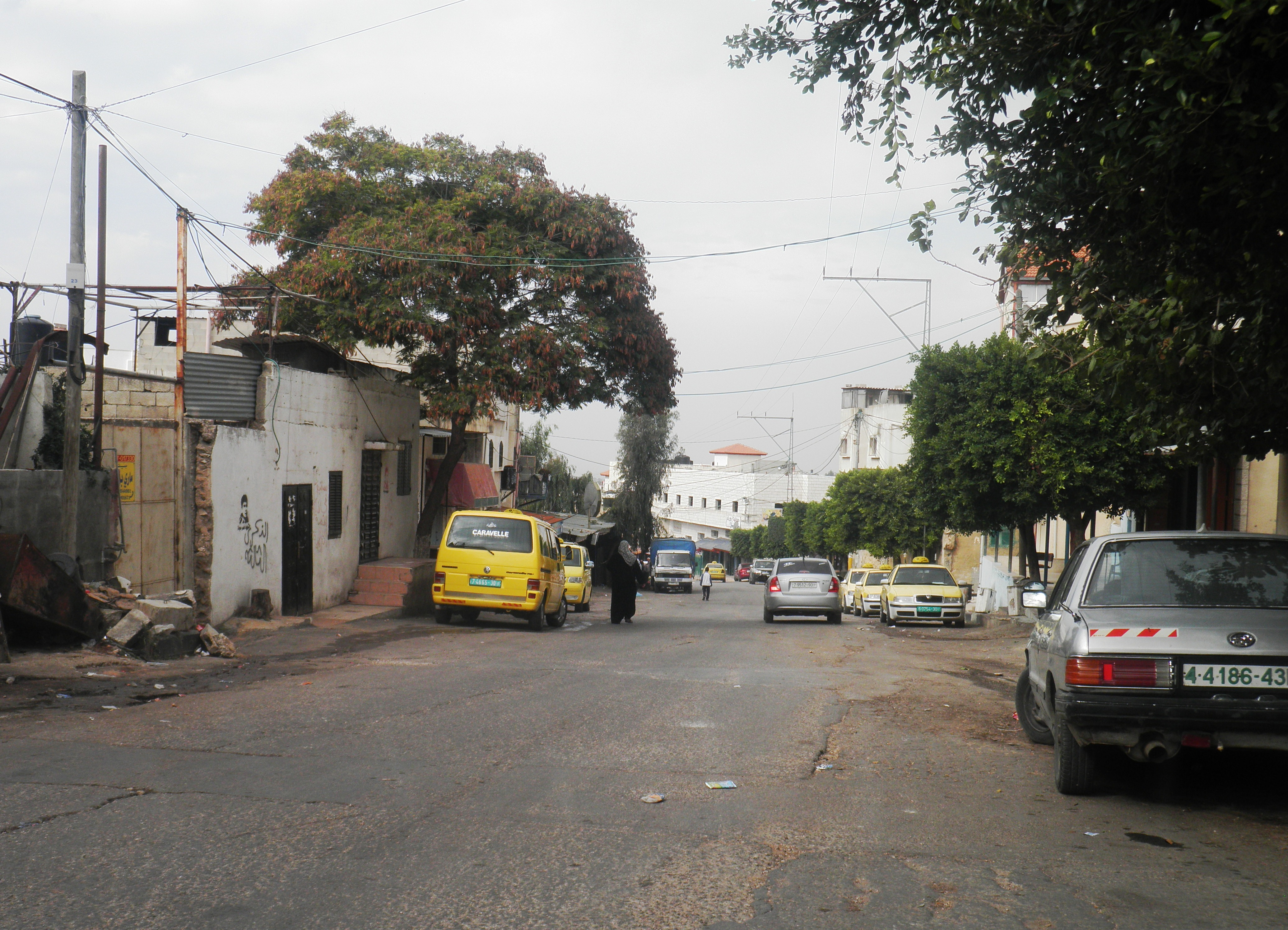